# Zamirî, Radomîșl
Zamirî (în ucraineană Заміри) este un sat în comuna Huta-Potiivka din raionul Radomîșl, regiunea Jîtomîr, Ucraina.

## Demografie
Componența lingvistică a localității Zamirî
     Ucraineană (100%)
Conform recensământului din 2001, toată populația localității Zamirî era vorbitoare de ucraineană (100%).